# Merchandising
Merchandising é uma ferramenta de marketing, formada pelo conjunto de técnicas responsáveis pela informação e apresentação destacada dos produtos no ponto de venda, de maneira tal que acelere sua rotatividade.

## O que é merchandising
A grande importância do merchandising está no fato dele ser a soma de ações promocionais e materiais de ponto de venda que controla o último estágio da comunicação mercadológica - a hora da compra.
No Brasil tem-se (erroneamente) chamado de "merchandising" quando uma marca, logo, ou produto aparece em uma ou mais cenas, inserida no contexto, geralmente em segundo plano ou mesmo sendo parte de diálogo, manuseio, vestimenta, ou qualquer forma que permita ser inserida em um filme ou fotografia sem ser o carro chefe do produto, tendo para isso um custo e também uma forma de compensação. O termo correto usado nos Estados Unidos é "Product Placement".
O Product Placement muitas vezes é uma forma de diminuir custos de produção sem contudo ser a marca utilizada a grande ou maior patrocinadora do produção. Um exemplo recente, foi a utilização da operadora Claro mostrando o Capitão Nascimento no filme Tropa de Elite fazendo uma vídeo conferência entre um celular e um computador.

## Origem do termo
Originada do termo francês marchand, a palavra inglesa merchandiser significa "negociante". Por sua vez, a tradução de merchandising seria "mercadização", nome que em português não corresponde exatamente ao significado da actividade como ja é conhecida. Merchandising seria então uma derivação da palavra merchandise, que podemos traduzir como "operação com mercadorias".

## História
O merchandising como hoje é conhecido surgiu como parte do próprio conceito de marketing, e intensificou-se com o surgimento do auto serviço nos Estados Unidos, na década de 1930. Naquela época, as antigas lojinhas com balcão começaram a perceber o sucesso que as vitrinas faziam. E, ao notarem que as mercadorias expostas eram muito mais compradas do que as não expostas, começaram a transformar todo o interior das lojas em verdadeiras vitrines, nas quais se podia ver e escolher todas as mercadorias. Daí, aos poucos, foram-se transformando em lojas de auto serviço, onde o consumidor mesmo escolhe os produtos.
Muitos anos se passaram até que os primeiros supermercados começassem a aparecer. O merchandising era então feito para dar destaque a todas as mercadorias, e isso começava a partir do layout da loja, seus corredores e prateleiras, até a disposição dos produtos e sua promoção.
Hoje o merchandising é algo muito mais completo, que procura acompanhar todo o ciclo de vida de um produto, desde a adequação de sua imagem para os pontos de venda até o acompanhamento de sua performance diante de seus consumidores. Hoje o merchandising no ponto de venda é considerado a “media” mais rápida e eficaz, pois é a única em que a mensagem conta com os “três elementos chaves” para concretização de uma venda: O comprador, o produto, e o dinheiro.

## Merchandising editorial
No Brasil o termo Merchandising é comumente usado de maneira incorreta, quando deveria ser usada a denominação Merchandising Editorial, ou Tie-in, ou mais recentemente Product Placement. Este se refere à prática de inclusão sutil de produtos, serviços, marcas e empresas em obras de entretenimento, principalmente audiovisuais, como novelas, filmes, games etc. Quando falamos em propaganda na TV falamos de todo comercial que aparece nos intervalos, entre um programa e outro. Quando falamos em merchandising editorial, cujo nome usado em outros países é falamos das aparições sutis de um refrigerante no bar da novela, da sandália que a mocinha da história usa explicitamente, etc. Resumindo, é uma ação integrada ao desenvolvimento do esquema editorial, por encomenda. Possui custos mais elevados que os da propaganda em si, pois é "digerida" pelo publico com muito mais facilidade do que os comercias comuns nos intervalos. Apesar do nome, essas acções não têm nenhuma relação com o verdadeiro merchandising
Definição e importância do merchandising

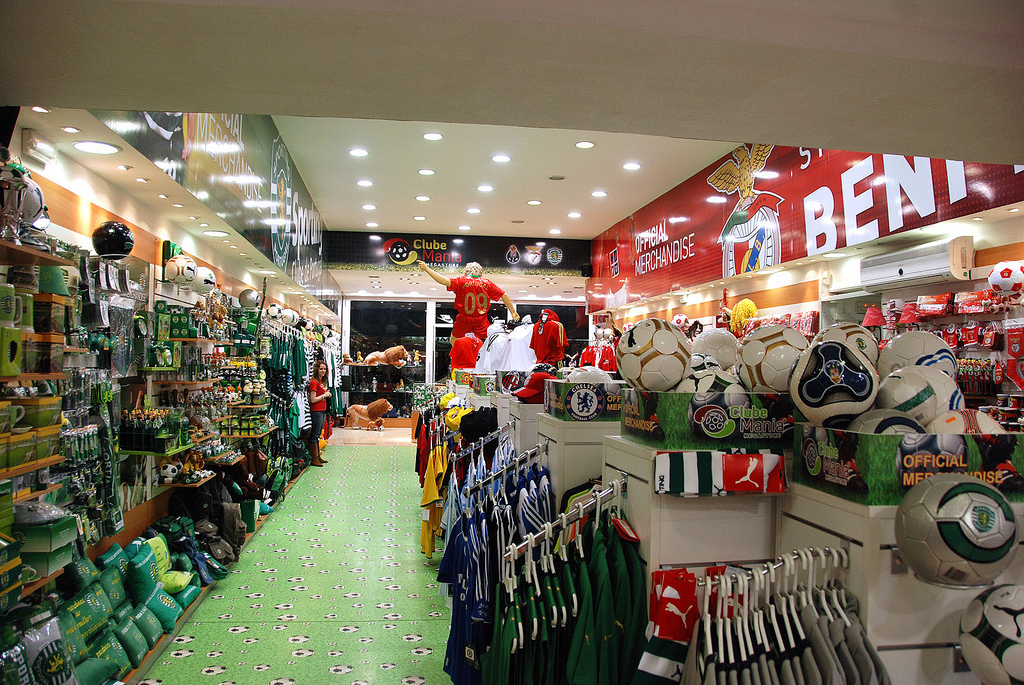
Merchandising de Benfica e Sporting.

Merchandising é o conjunto dos estudos e das técnicas de aplicação utilizados, separada ou conjuntamente, pelos distribuidores e pelos produtores com vista a aumentar a rentabilidade do local de venda e o escoamento de produtos, através de uma adaptação permanente dos aprovisionamentos às necessidades do mercado e da apresentação apropriada das mercadorias.
Existem dois tipos de merchandising:
- De sedução: Pretende criar um ambiente e exposição apelativo, favorecendo a compra
- De organização/gestão: Centra-se na rentabilidade do espaço do local de venda
- os produtos para melhor acesso e fácil acesso para os cientes e melhor procuração deverão estar nas parteleiras mas na horizontal para ter uma visão melhor

## O merchandising do distribuidor e do produtor
O merchandising assume uma importância determinante sobre a venda dos produtos e a sua rentabilidade, logo, tanto os produtores como os distribuidores encontram-se inevitavelmente ligados ao mesmo.
Benefícios da merchandising (objetivos) :
- Maximizar o volume das vendas dos seus produtos em detrimento dos produtos concorrentes
- Valorizar a imagem de marca
- Desenvolver relações de parceria com a distribuição

Os objetivos do distribuidor são vastos:
- Venda do conjunto de produtos do local de venda
- Maximizar a rentabilidade dos seus investimentos (assegurar através do merchandising a venda de produtos com uma forte margem bruta ou produtos que tenham uma rotação rápida de stocks, de forma a reduzir custos financeiros)
- Oferecer o máximo de satisfação aos clientes (vê o merchandising como meio de facilitar a escolha)

A nível de merchandising, é o distribuidor o único a dispor do poder de decisão. Os seus fornecedores têm um papel determinante na concepção dos produtos (especialmente nas embalagens -dimensões., cores, formatos), conselho e incitamento exercidos através dos seus vendedores, nomeadamente dos denominados promotioners-merchandisers. O principal papel dos vendedores dos produtores, a nível de merchandising, consiste em tentar obter a maior superfície de venda possível para os seus produtos.